# Martí Barberà i Montserrat
Martí Barberà i Montserrat (el Morell, 13 d'agost de 1966) és un mestre i polític català, diputat al Congrés dels Diputats en la X Legislatura.

## Biografia
És diplomat com a professor d'Educació General Bàsica per la Universitat Rovira i Virgili i ha cursat estudis superiors de post grau en direcció i gerència de Centres Educatius i Educació en el Lleure i Moviment Juvenil. De 1987 a 2002 ha estat director-gerent de la Fundació Cultural Privada Mare de Déu del Lledó, de les Escoles Vedrunes de Catalunya.
Afiliat a Unió Democràtica de Catalunya el 1992, a les eleccions municipals espanyoles de 1991 fou escollit regidor del Morell. A les eleccions municipals espanyoles de 2003, 2007 i 2011 fou escollit regidor de Valls, on ha estat segon tinent d'alcalde.
Fou elegit diputat per Tarragona a les eleccions generals espanyoles de 2011. Ha estat portaveu de la Comissió per a l'Estudi del Canvi Climàtic. L'1 d'agost de 2017 fou nomenat Director General d'Atenció a la Família i Comunitat Educativa del Departament d'Ensenyament de la Generalitat de Catalunya.